# Modestino Acone
Modestino Acone (Avellino, 20 aprile 1936) è un politico italiano.

## Biografia
Figlio dell'avvocato e politico locale Pasquale Acone, e di Anna Maria Toni, artefice di iniziative caritatevoli nel comune di Montemarano, e fratello di Federico, avvocato penalista, negli studi giuridici e in politica Modestino Acone è stato allievo del giurista e politico socialista Giuliano Vassalli. Avvocato dal 1963, e lungo consigliere comunale di Avellino (1975-1980 e 1985-1995), è stato eletto senatore della Repubblica nella X legislatura (1987-1992), facendo parte della Commissione Affari costituzionali e Giustizia.  